# Johnston, Iowa
Johnston är en stad (city) i Polk County, i delstaten Iowa, USA. Enligt United States Census Bureau har staden en folkmängd på 17 552 invånare (2011) och en landarea på 44,4 km².